# Virginia Kirchberger
Virginia Kirchberger (Bécs, 1993. május 25. –) osztrák női válogatott labdarúgó, az Eintracht Frankfurt védője.

## Pályafutása

### A válogatottban
Első válogatott mérkőzését 2010. június 9-én Málta ellen játszotta.

## Sikerei, díjai

### Klubcsapatokban
Német kupadöntős (1): 
- SC Freiburg (1): 2018–19

### A válogatottban
Ausztria
- Ciprus-kupa győztes: 2016[2]

## Magánélete
Nagynénje Sonja Kirchberger, osztrák színésznő és médiaszemélyiség.